# Caspar Kummer
Johann Caspar Kummer, född 10 december 1795 i Erlau vid Schleusingen, död 31 maj 1870 i Coburg, var en tysk flöjtist, kompositör och musikpedagog under den sena wienklassiska eran.
Caspar Kummer arbetade sedan 1835 som flöjtist vid slottskapellet hos hertigen av Sachsen-Coburg-Gotha i Coburg och övertog 1854 ledningen för kapellet. 

## Verk (urval)
- Trio för 3 flöjter, op. 24
- Trio för flöjt, klarinett och fagott, op. 32
- Nocturne för flöjt och gitarr, op. 40
- Duo nr 1 i B-dur, op. 46
- Amusemens för flöjt och gitarr, op. 63
- Six Divertissements för flöjt och gitarr, op. 70
- Trio i C-dur för flöjt, viola (eller violin) och piano, op. 75
- Concertino i C-dur för flöjt, klarinett och piano, op. 101

## Elever
- 1838–1839: Friedrich Kiel
- 1850–1852: Felix Draeseke